# 673 f.Kr.
| 673 f.Kr.          |
| ------------------ |
| Dødsfald - Fødsler |

--

## Begivenheder
- Tullus Hostilius bliver den tredje konge af Rom.